# Radicaal 91
Radicaal 91 is een van de 34 van de 214 Kangxi-radicalen dat bestaat uit vier strepen.
In het Kangxi-woordenboek zijn er 77 karakters die dit radicaal gebruiken.

## Karakters met het radicaal 91
| Strepen | Karakter       |
| ------- | -------------- |
| + 0     | 片             |
| + 4     | 版             |
| + 5     | 牉 牊          |
| + 8     | 牋 牌 牍       |
| + 9     | 牎 牏 牐 牑 牒 |
| + 10    | 牓 牔          |
| + 11    | 牕 牖 牗       |
| + 15    | 牘             |

Groot zegelkarakter
Klein zegelkarakter